# Бимини (поэма)
«Бимини́» (нем. Bimini) — поэма Генриха Гейне, неизвестная и неопубликованная при его жизни. Была обнаружена Адольфом Штродтманом в архиве литературного наследия поэта и впервые опубликована посмертно в 1869 году в книге «Последние стихотворения и мысли Генриха Гейне». Поэма написана в последние годы жизни поэта, после 1851 года — после выхода книги «Романсеро». Более точное время замысла и создания неизвестно. Основой для написания «Бимини» послужила книга Вашингтона Ирвинга «Путешествия и открытия спутников Колумба» (1830).
Вскоре после посмертной публикации в Германии поэма стала известна и в России. Первый русский перевод был выполнен Петром Вейнбергом уже в 1870 году и опубликован в журнале «Отечественные записки». В XX веке поэму переводили на русский язык Николай Гумилёв (1920, при жизни опубликован не был), Александр Вознесеннский (1934), Л. Руст (1939), Вильгельм Левик (1930-е).

## Публикации на русском языке
- Бимини / Перевод В. В. Левика // Гейне Г. Собрание сочинений в десяти томах / Под общей редакцией Н. Я. Берковского, В. М. Жирмунского, Я. М. Металлова. — М. : ГИХЛ, 1957. — Т. 3 : Романсеро. Поздние поэмы и стихотворения / Редакция переводов и комментарии Я. М. Металлова. — С. 217—239. — 357 с. — 85 000 экз.